# کبوتر (فیلم ۱۹۲۷)
کبوتر (انگلیسی: The Dove) فیلمی صامت به کارگردانی رولاند وست است که در سال ۱۹۲۷ منتشر شد. از بازیگران آن می‌توان به نورما تلمج، گیلبرت رولان، کالا پاشا، ادی بوردن و هری مایرز اشاره کرد.